# William Saunders
William Saunders (Devonshire, 16 de junho de 1836 — London, 13 de setembro de 1914) foi um agrônomo, entomologista e farmacêutico canadense.